# قصر غاريبالدي

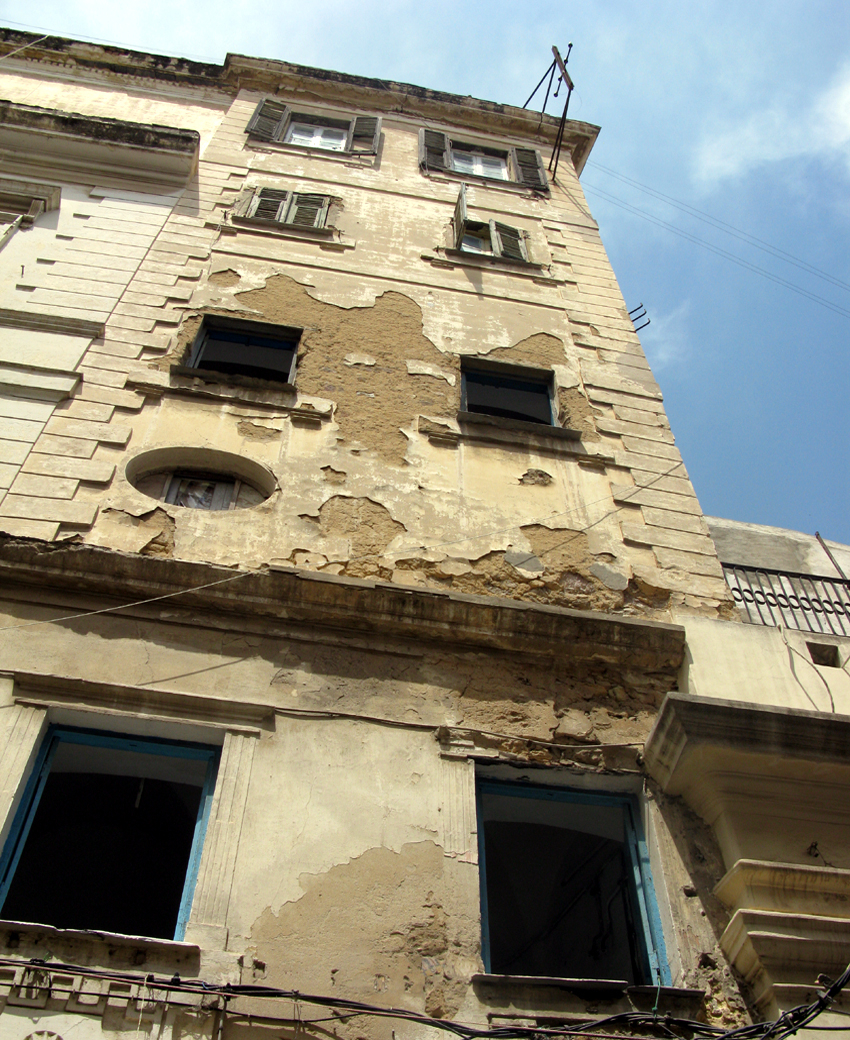
جبهة إيطالية للقصر

قصر غاريبالدي  هو أحد قصور مدينة تونس العتيقة، أسس في القرن التاسع عشر، يقع قصر غاريبالدي في نهج الكوميسيون.

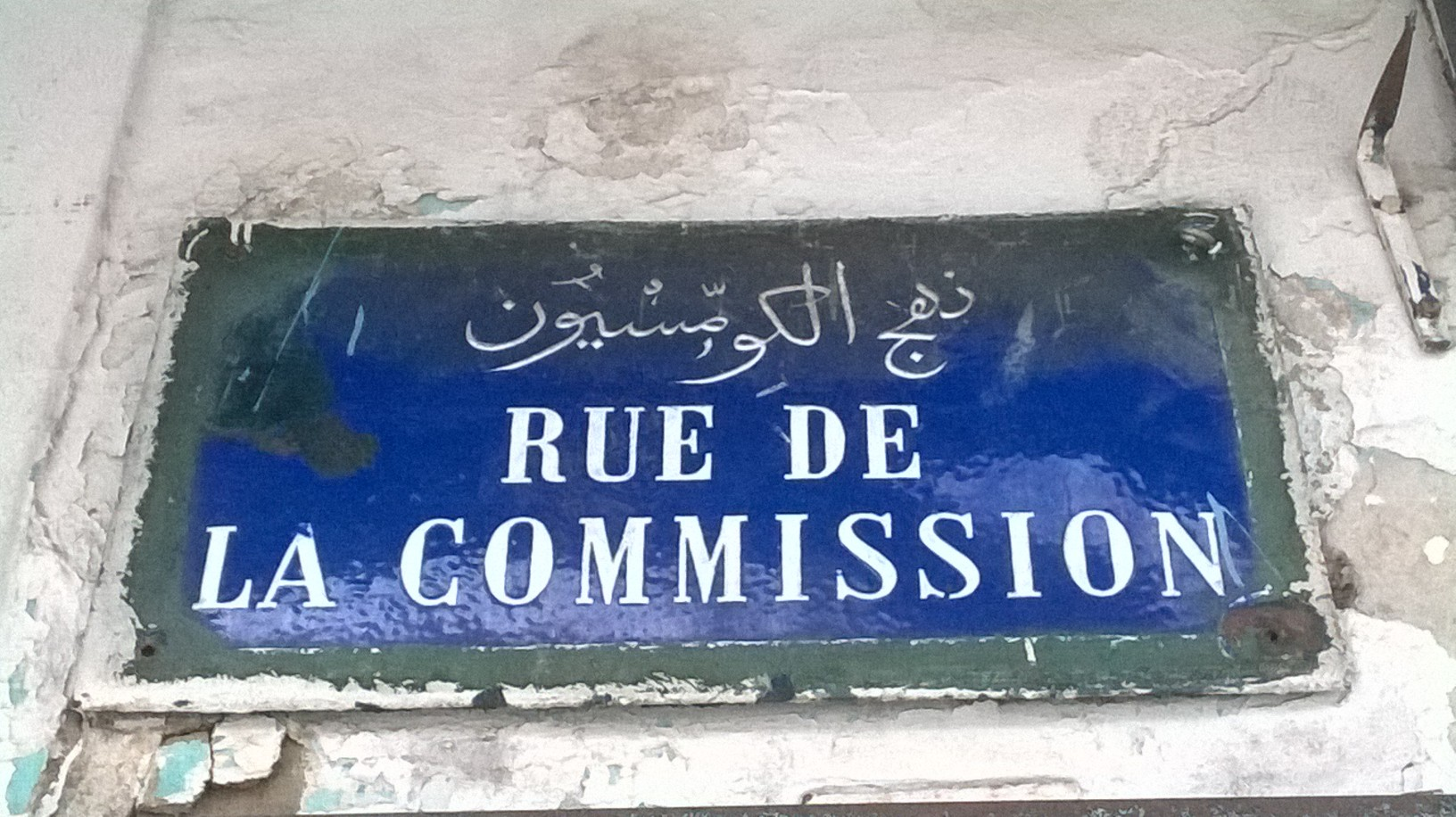
لوحة معدنية تشير إلى نهج الكوميسيون

## تاريخه
أسسه باولو أنطونيو جناكو، وهو أحد الأثرياء الإيطاليين، خلال إقامتة في تونس التي بدأت سنة 1834 م.

## هندسته
بني هذا القصر على الطريقة الإيطالية، حيث أنه يحتوي على بوابة كبيرة، كما أن نوافذه مصممة على الطريقة الإيطالية، وتتيح البوابة إمكانية الوصول إلى ساحة مصممة على الطريقة الإيطالية والتي تؤدي بدورها إلى العديد من الغرف.

## معرض الصور

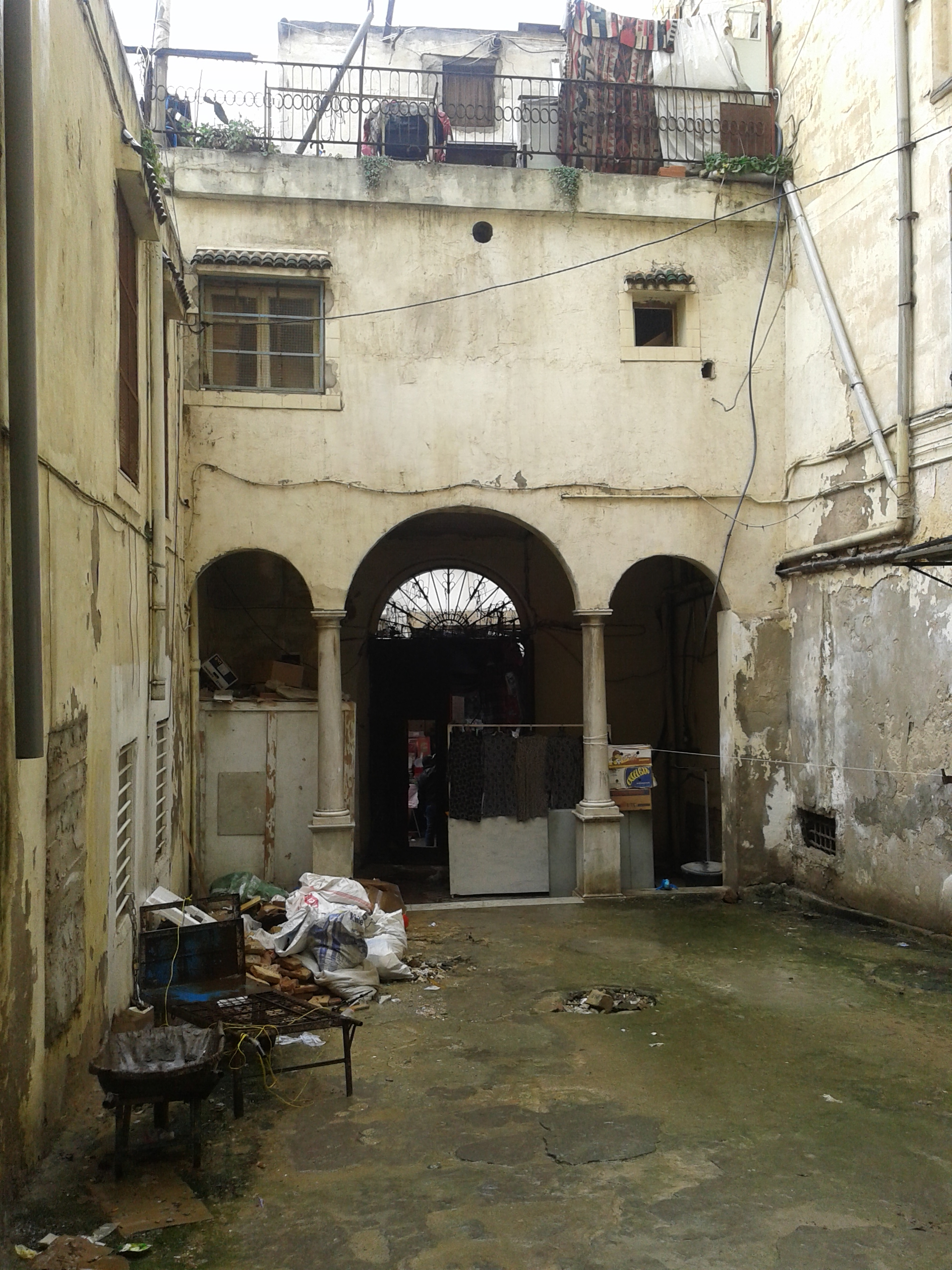
ساحة القصر
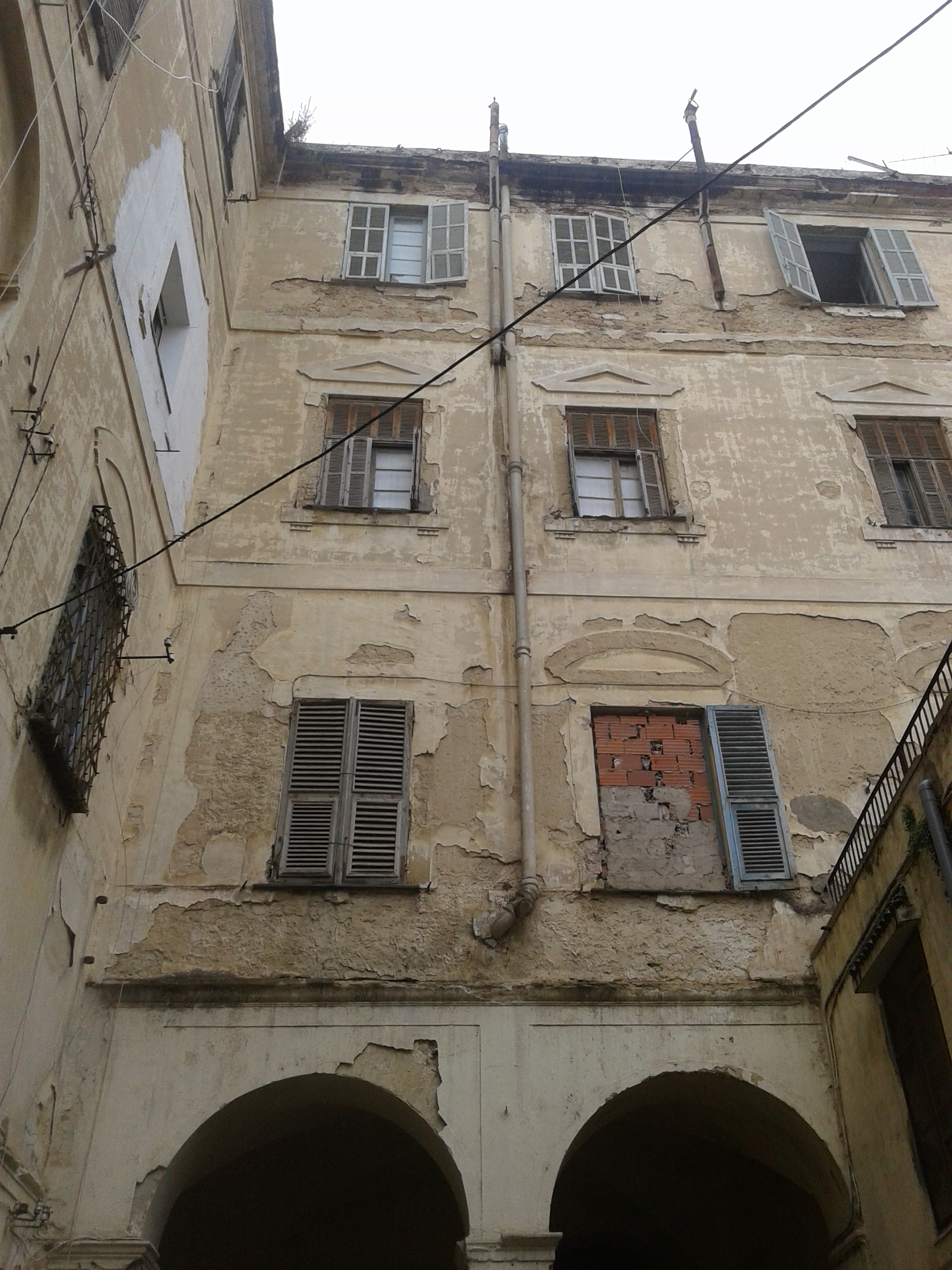
واجهة تطل على ساحة القصر
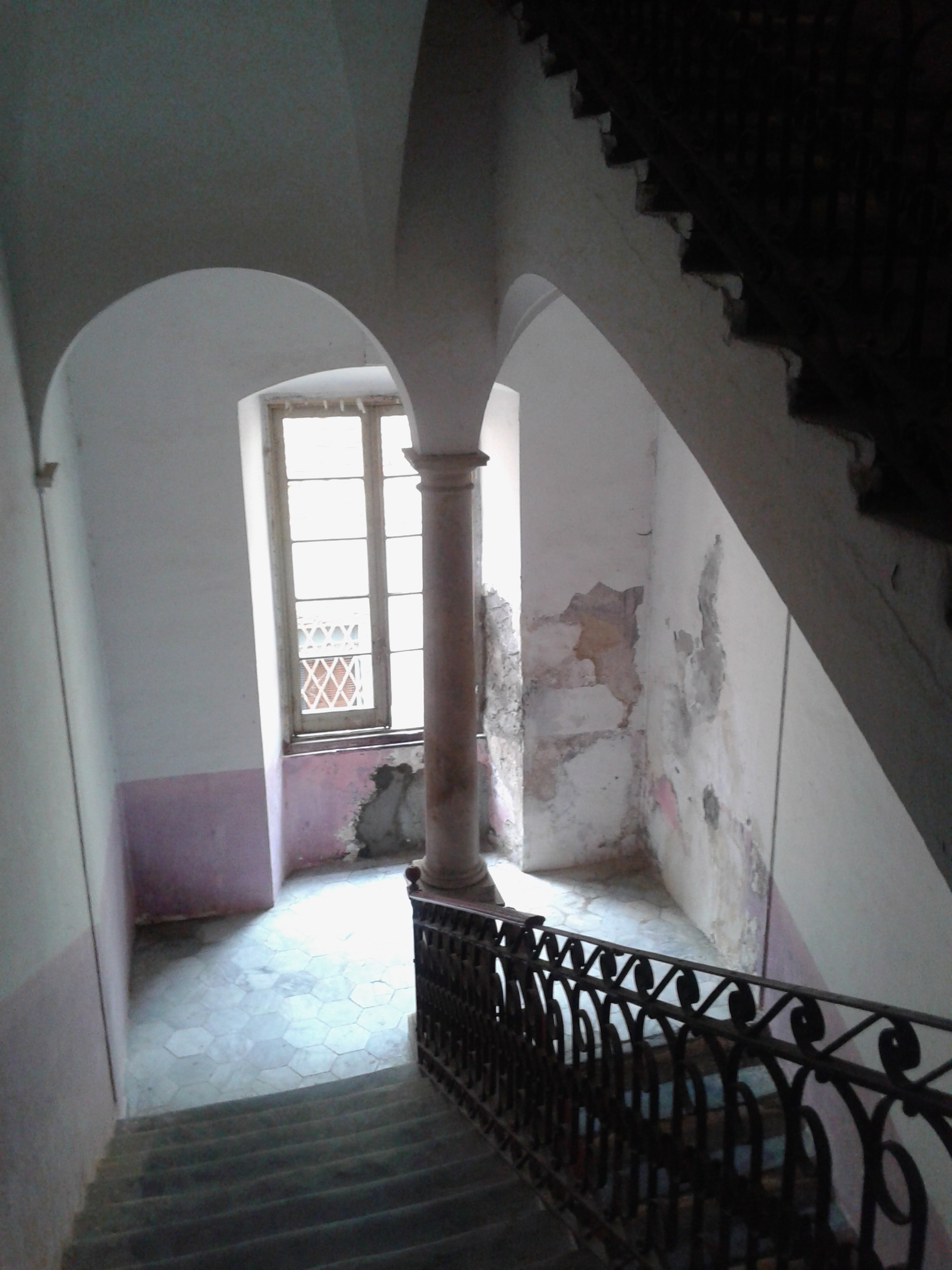
الدرج داخل القصر
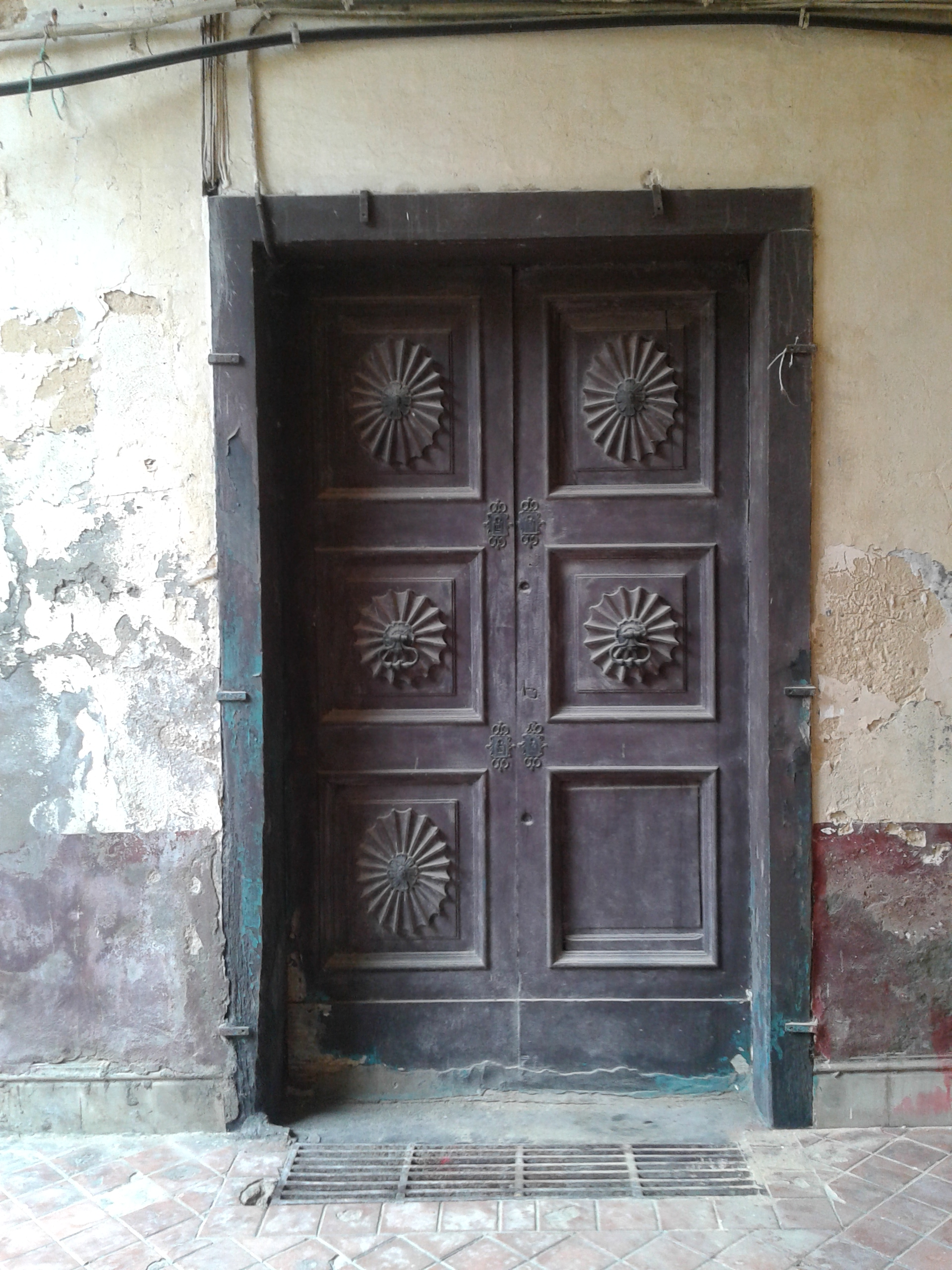
باب في الساحة
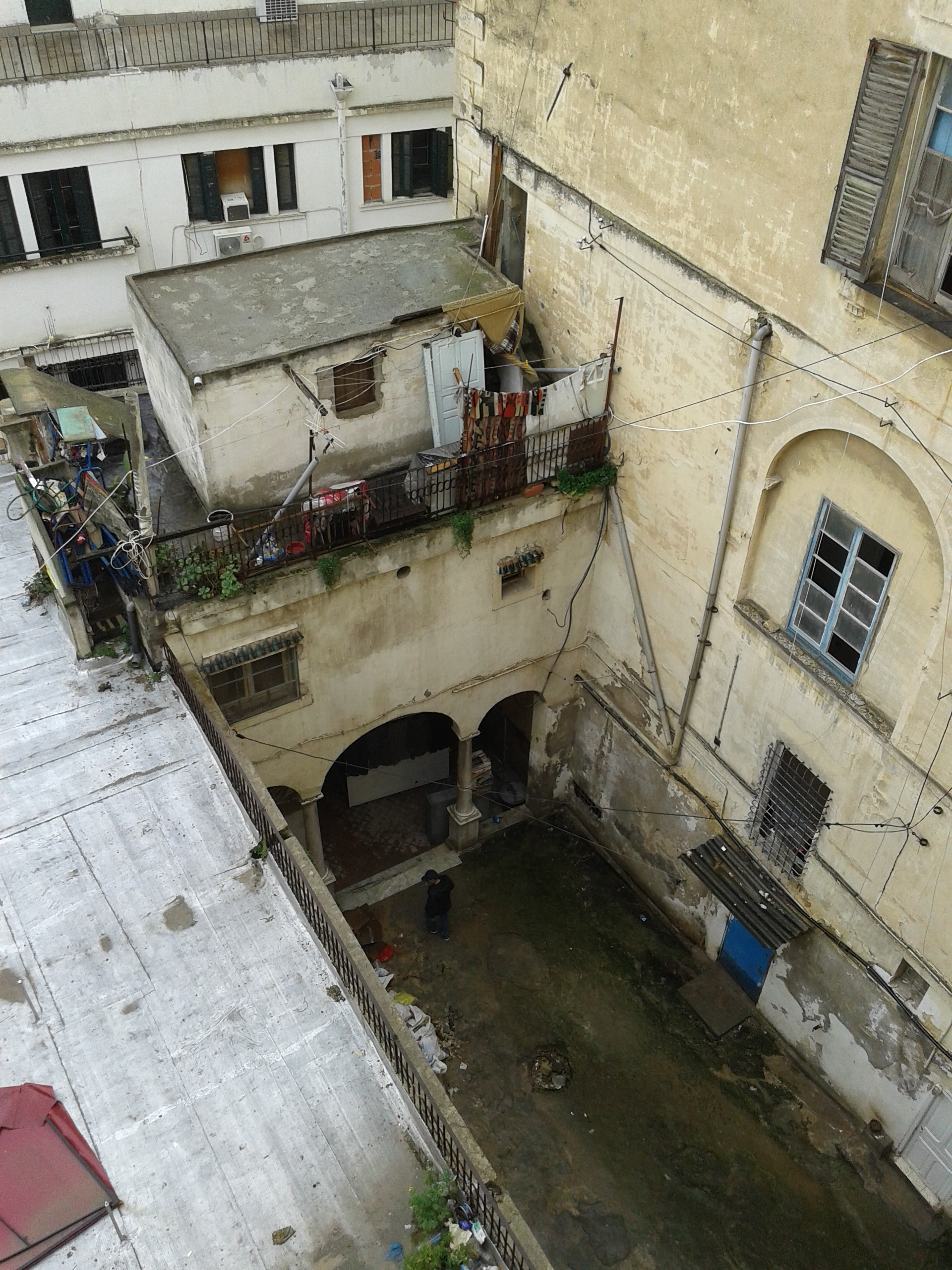
صورة أخرى لساحة القصر
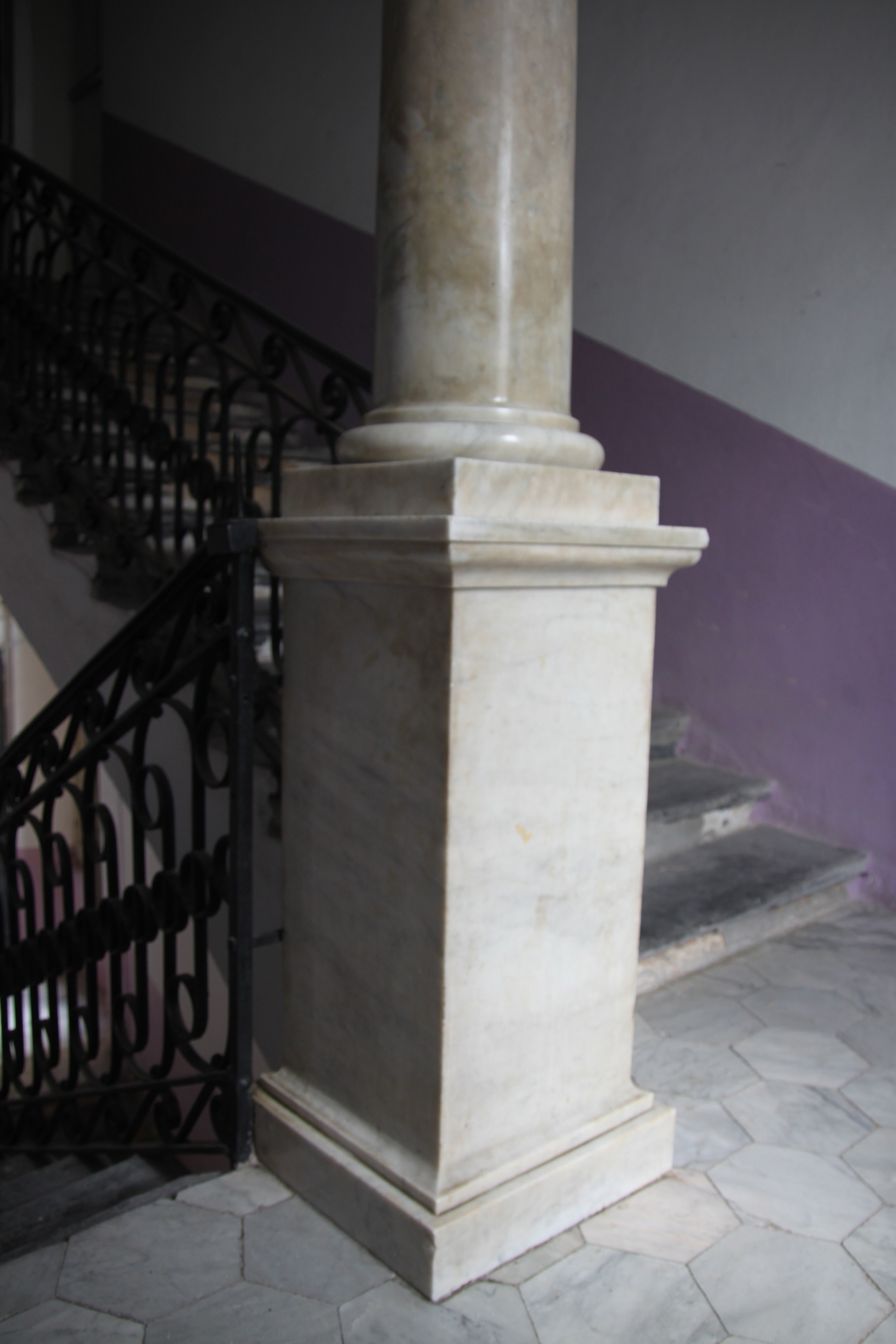
أحد الأعمدة الرخامية